# Шеврёз
Шеврёз (Chevreuse) — старинный город на реке Иветт (фр.), коммуна во французском департаменте Ивелин (Иль-де-Франс), в составе парижской агломерации. Населением - около 5,8 тыс. жителей (2008).
В XI веке местные феодалы выстроили главную достопримечательность города — крепость святой Магдалины (фр.), одну из самых мощных в округе. Строительные работы в крепости продолжались и в XII веке; тогда же была заложена церковь св. Мартина. В Столетнюю войну крепостью владели англичане; позднее над её укреплением работал Жан Расин.
Франциск I в 1545 году объединил баронию Шеврёз с окрестными селениями Медон, Анжервилье (фр.), Лимур (фр.), Бюр, Бейн (фр.) и Гриньон в герцогство Шеврёз, пожаловав этим титулом Жана IV де Бросса — супруга королевской возлюбленной Анны де Пислё. Через 10 лет Шеврёз с близлежащим Дампьером (фр.) выкупил у него кардинал де Гиз.
Род Гизов владел Шеврёзом до 1655 года, после чего местечко было продано потомкам герцога Люиня. Они изменили название герцогства с Шеврёз на Монфор. Самой знаменитой владелицей Шеврёза была, вероятно, Мария де Роган-Монбазон.
В 1693 году Людовик XIV выкупил Шеврёз в казну, рассчитывая использовать эти земли для расширения Версальского парка. Планы эти остались неосуществлёнными. В 1985 году окрестности Шеврёза объявлены природным парком.

## Аристократические резиденции близ Шеврёза

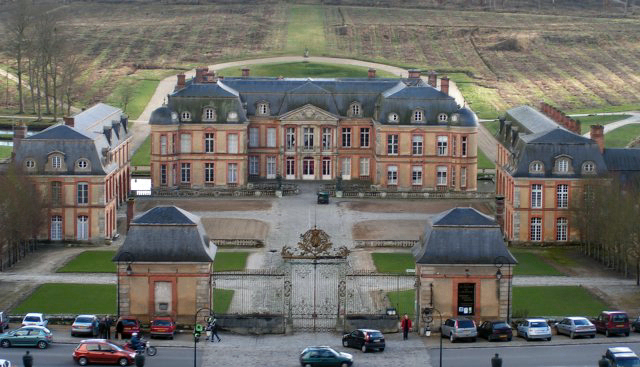
Замок Дампьер (фр.)
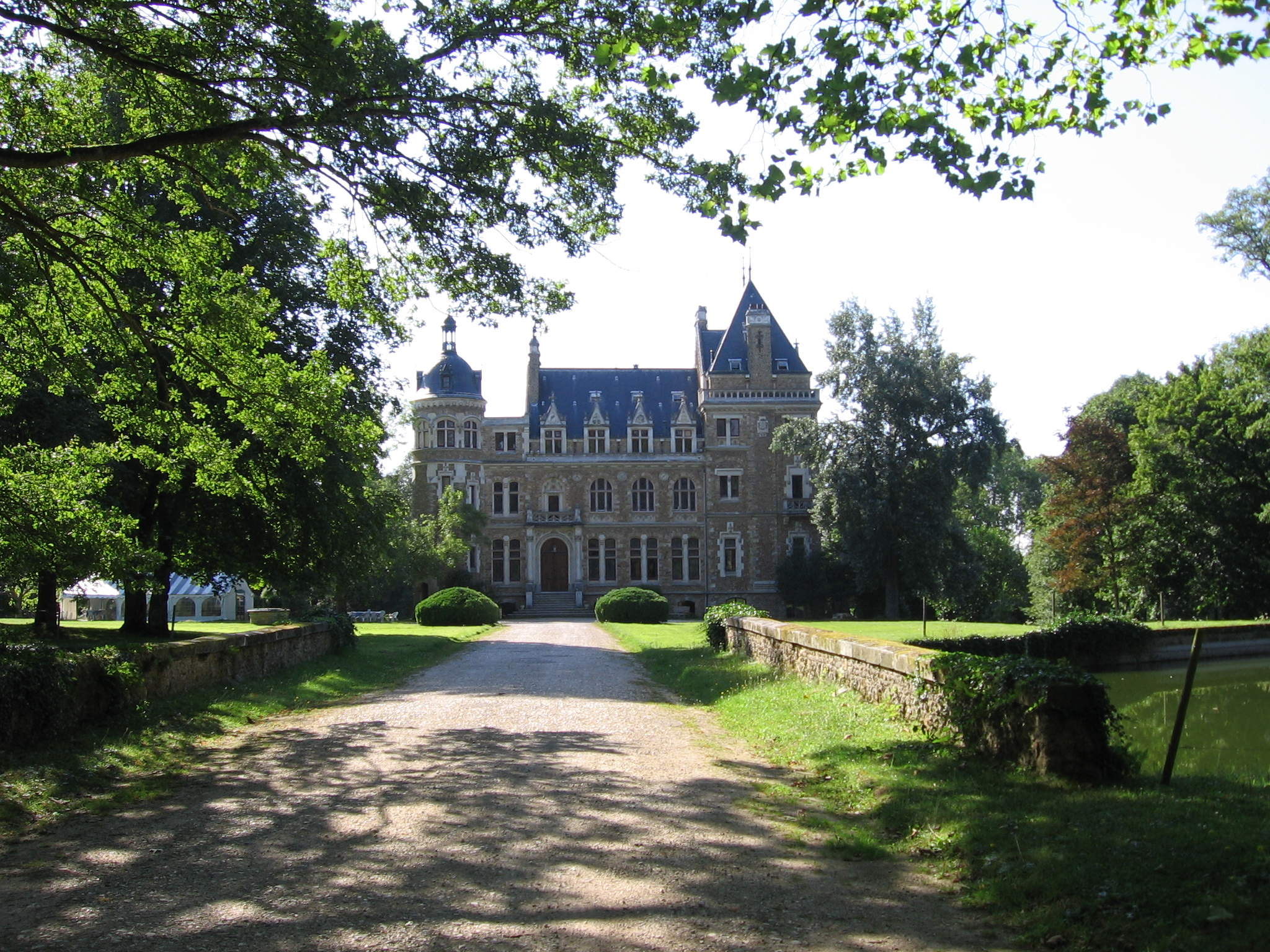
Замок Меридон
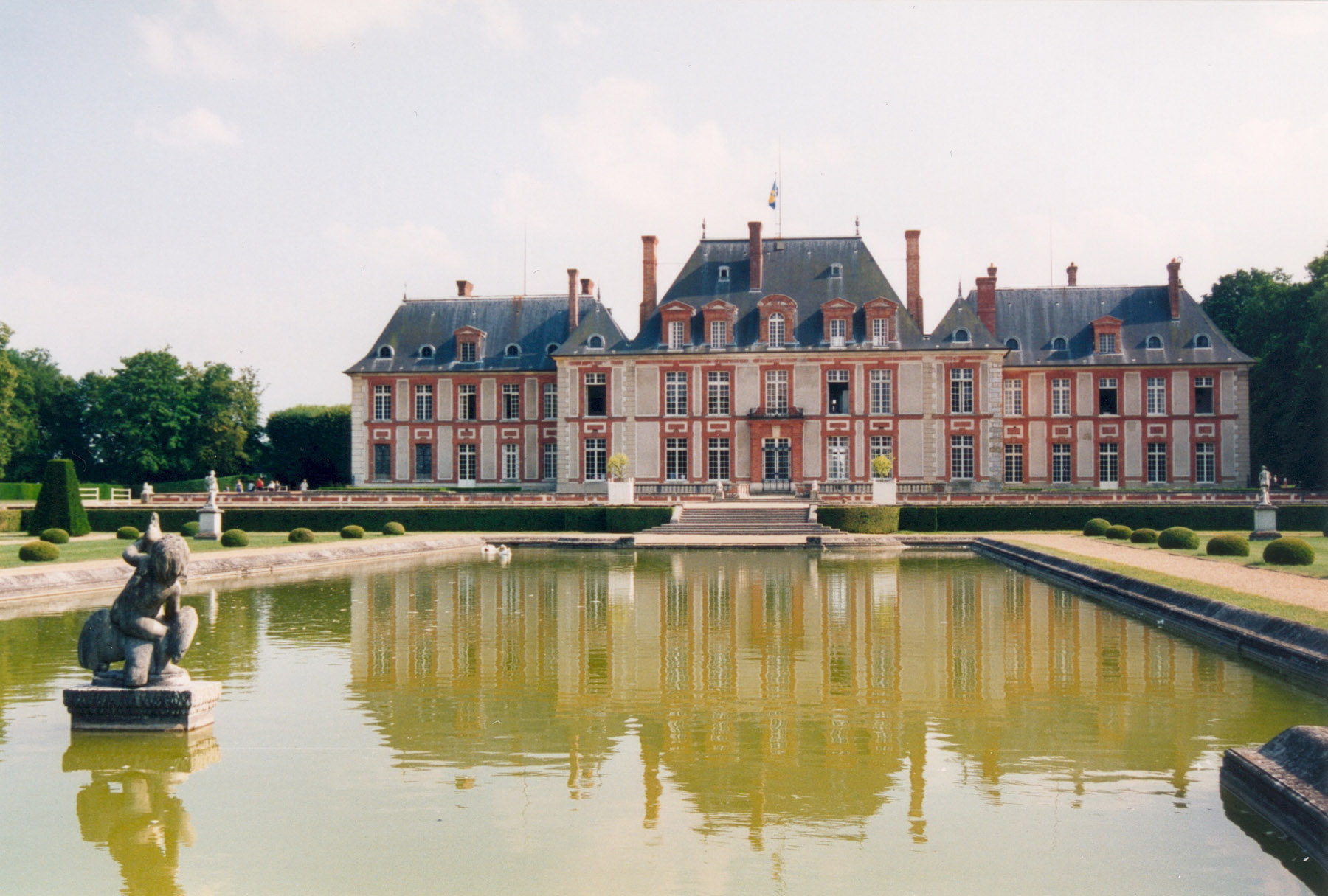
Замок Бретёй